# Musical 20 Anos Diante do Trono
Musical 20 Anos Diante do Trono é um álbum ao vivo comemorativo dos 20 anos do grupo Diante do Trono, na voz do coral El Shamah, formado pelos alunos da fábrica de artes da Igreja Batista da Lagoinha em Belo Horizonte. 
A gravação ao vivo foi realizada no dia 30 de abril de 2018 durante o XIX congresso Adoração, Intercessão e Missão Diante do Trono intitulado: "Tempos e Estações", sendo lançado pela gravadora Onimusic no dia 20 de dezembro do mesmo ano, em todas as plataformas digitais.

## Histórico
O projeto Musical 20 Anos Diante do Trono foi anunciado por Ana Paula Valadão na coletiva de imprensa de lançamento do álbum Imersão 2 em 2017, durante o VII Congresso de Homens e Mulheres Diante do Trono, onde seria gravado no XIX Congresso Adoração, Intercessão e Missão em 2018.
A cantora revelou o sonho antigo de realizar uma gravação comemorativa dos 20 anos do grupo em formato de musical, diferentemente da comemoração dos dez anos do grupo com os álbuns Tempo de Festa e Com Intensidade com a sua participação.
O álbum foi produzido pelo regente Robson Lopes (Robinho), Eduardo Barros, Raphael Xavier, Marine Friesen e seu esposo Daniel Friesen, sob supervisão de Ana Paula Valadão.
O aluno da Fábrica de Artes Eduardo Barros foi o responsável em produzir as dez faixas Medley de acordo com os dezoito projetos lançados pelo grupo até então, surpreendendo Ana Paula Valadão com a qualidade e inovação das faixas.

## Recepção
O álbum Musical 20 Anos Diante do Trono foi bem recebido pelo público, recebendo boas notas nas avaliações e críticas da mídia especializada.

## Faixas
| N.º | Título                       | Compositor(es)                                                 | Duração |  |
| 1.  | "Abertura"                   | Ana Paula Valadão                                              | 2:00    |  |
| 2.  | "Tempo de Festa"             | Ana Paula Valadão                                              | 6:42    |  |
| 3.  | "Por Tudo o que Tu És"       | Ana Paula Valadão                                              | 5:09    |  |
| 4.  | "Santo Deus"                 | Ana Paula Valadão                                              | 5:24    |  |
| 5.  | "Conhecerei"                 | Ana Paula Valadão                                              | 8:02    |  |
| 6.  | "Não Temas"                  | Ana Paula Valadão                                              | 6:08    |  |
| 7.  | "Escudo e Proteção"          | Ana Paula Valadão, Glenn Packiam, Shannon Alford e Sion Alford | 5:57    |  |
| 8.  | "Deus de Amor"               | Ana Paula Valadão                                              | 5:07    |  |
| 9.  | "Isaías 53"                  | Ana Paula Valadão                                              | 8:20    |  |
| 10. | "Bênçãos que nem sei Contar" | Ana Paula Valadão                                              | 5:53    |  |
| 11. | "Tudo Vem de Ti"             | Ana Paula Valadão                                              | 10:40   |  |